# Théâtre grec de Syracuse

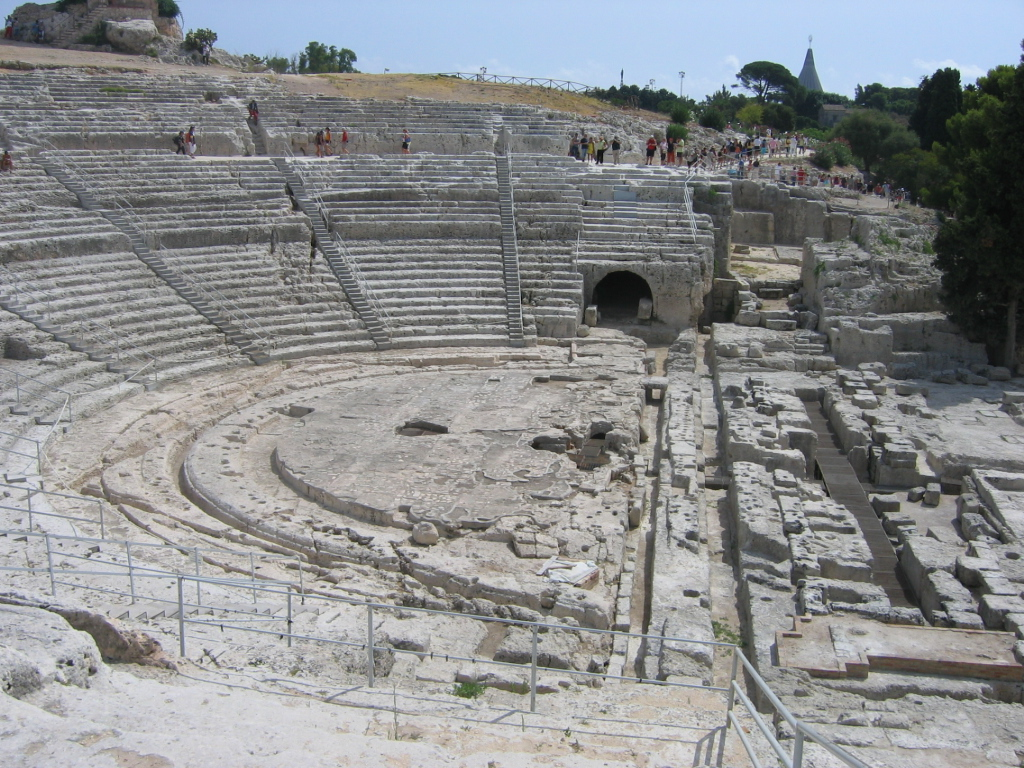
Théâtre grec de Syracuse

Le théâtre grec de Syracuse se situe sur le versant sud de la colline Temenite, surplombant la ville moderne de Syracuse dans le sud-est de la Sicile. Il a d'abord été construit au Ve siècle av. J.-C., reconstruit dans le IIIe siècle av. J.-C. et rénové à nouveau pendant la période Romaine.
Il est particulièrement fouillé entre 1946 et 1949 par Carlo Anti puis de 1970 à 1979 par Luigi Polacco.
Aujourd'hui, il fait partie du Patrimoine Mondial de l'Unesco, « Syracuse et les rochers de la Nécropole de Pantalica ».

## Théâtre antique
L'existence d'un théâtre à Syracuse est attestée à la fin du Ve siècle av. J.-C. par le mime et auteur Sophron, qui donne le nom de l'architecte, Damokopos, surnommé "Myrilla" parce qu'il avait fait un usage intensif de parfum ("myrrha") lors de l'inauguration. Cependant, il n'a pas été démontré que ce passage mentionne ce monument précis et il peut se réfèrer à un autre théâtre à un autre emplacement.
Toutefois, il est certain que le théâtre a été utilisé à Syracuse à partir du début de l'époque classique, où il semble que les activités théâtrales des dramaturges Epicharmus, Phormis et Deinolocus y ont eu lieu. À Syracuse, Eschyle met en scène "Les Aitnans" (une tragédie écrite pour célébrer la re-fondation de Catane sous le nom Aitna par Hiéron Ier), probablement en -456. De même Les Perses, qui avaient déjà été réalisées à Athènes en -472, peut avoir été mis en scène à Syracuse. Cette dernière œuvre a survécu, alors que l'ancienne a été perdue. À la fin du cinquième siècle ou au début du quatrième, la pièce Denys a probablement été exécutée ici, avec ceux des auteurs accueilli à sa cour, comme Antiphon.
Les travaux débutent à l'époque d'Épicharme (550-460 a. J.-C) par le creusement des parodoi.
L'époque classique, selon Polacco, le théâtre était encore fait de banquettes disposées en trapèze. Il prend une forme circulaire au milieu du IVe siècle av. J.-C., probablement sous Timoléon, en s'inspirant du théâtre de Megalopolis. Lieu de spectacles, il accueille également des réunions publiques : Diodore de Sicile fait référence à l'arrivée de Denys à Syracuse en -406 alors que les gens sont sortis du théâtre ; Plutarque raconte la fuite d'un taureau en colère lors d'une assemblée des citoyens en -355 et l'arrivée de Timoléon dans un convoi en -336, tandis que les gens ont y sont rassemblés.
Le site était préalablement dédié à Apollon Temenite, Pan et aux Nymphes, aux Muses, à Déméter et Korè. Un grand sanctuaire est découvert en 1952 au-dessus de la cavea. Le théâtre est lié tardivement au culte de Dionysos, influencé probablement par le Théâtre d'Athènes.

## Théâtre hellénistique

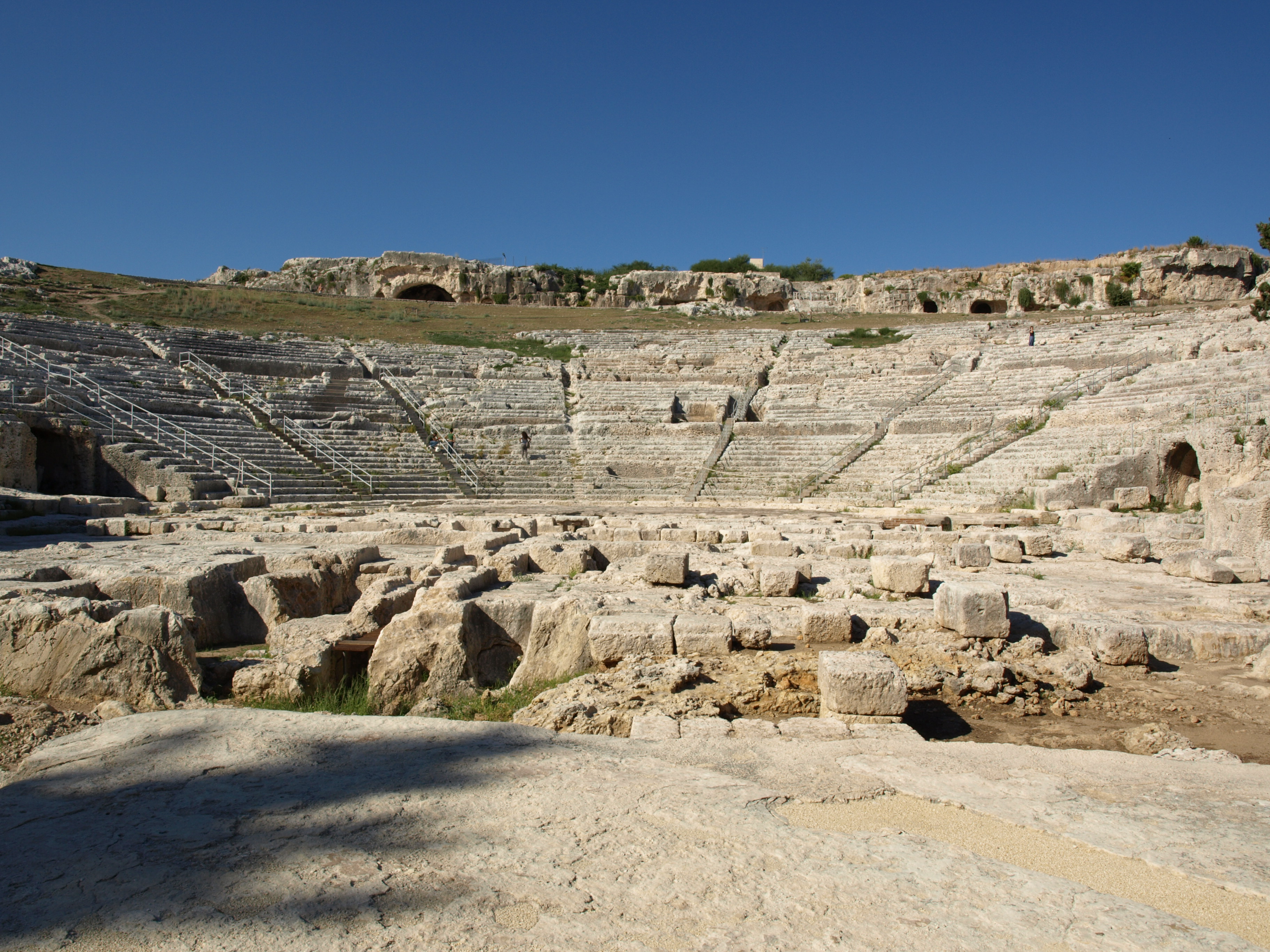
Vue de l'arrière de la scène, la réalisation des fondations et vue frontale de la cavea

Il semble que le théâtre a été rénové dans le courant du troisième siècle, après -238 et certainement avant la mort de Hiéron II en -215 , la transformant dans la configuration que l'on voit aujourd'hui. Sa structure a été étendue, en tenant compte de la forme de la colline Temenite et des meilleures possibilités pour l'acoustique. Une autre caractéristique typique des théâtres grecs est la célébration de la vue panoramique, s'appliquant également au théâtre de Syracuse, offrant une vue sur la baie du port et l'île d'Ortygie.
La cavea a un diamètre de 138,6 mètres, l'une des plus grandes du monde grec, et avait à l'origine 67 rangées de sièges, la plupart taillés dans la roche, et divisé en neuf secteurs (cunei) par des escaliers d'accès. Une voie (diazoma) tourne autour du théâtre à mi-hauteur de la cavea, le divisant en deux. Sur les murs il y a des inscriptions pour chacun des cunei, avec les noms de divinités (Zeus Olympien, Héraclès) et membres de la famille royale (Hiéron II lui-même, sa femme Philistis, sa belle-fille Nereis, fille de Pyrrhus, et son fils Gelo II), ce qui a incité certains auteurs à considérer ces inscriptions précieuses pour la datation de la construction ou de la rénovation du monument. La partie supérieure des assises, aujourd'hui détruite, a été construit au sommet d'un talus tenue par un mur de soutènement. Sur l'axe central de la cavea, une plate-forme a été taillée dans la roche, peut-être un lieu pour s'asseoir, pour les gens particulièrement importants. Des canaux permettant l'évocation des eaux de pluie ruisselant sur les pentes de la colline.

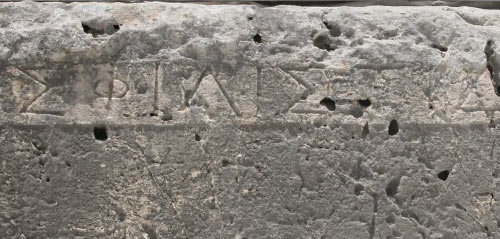
Les Inscriptions dans le diazoma

L'orchestre était à l'origine délimitée par une large euripos (drain), avec un espace à l'extérieur, avant le début des marches, par lesquelles le public entrait.
La scène du bâtiment est entièrement détruite et seulement les coupures des fondations dans la roche sont maintenant visibles. Elles appartiennent cependant à plusieurs phases et sont difficiles à interpréter. Un passage creusé sous l'orchestre, accessible par un escalier depuis la scène et se terminant dans une petite pièce appartenant probablement à l'époque d'Hiéron II: il est identifié de manière hypothétique comme étant des "Escaliers de Charon", qui permettaient à des acteurs des entrées et des sorties soudaines. Un fossé pour le rideau avant appartient probablement à cette phase aussi (dans les théâtres antiques celui-ci ne tombe pas d'en haut, mais monte à partir du dessous). Les traces d'un élément sur lequel les colonnes et les pilastres doit ont dû reposer ont été interprétés comme les restes d'une petite scène mobile pour Jeu de Phlyax. Une statue d'une cariatide, aujourd'hui conservée au Musée archéologique régional de Syracuse, qui contient des matériaux excavés et récupéré dans le théâtre, faisait probablement partie de la décoration du théâtre .
Au-dessus du théâtre se trouve une terrasse, creusée dans la roche, accessible par un grand escalier central et en retrait du chemin, connu comme « la Via dei Sepolcri » (la Rue des Tombeaux). À l'origine, la terrasse a un grand portique à gauche. Dans le centre du mur de fondation était une grotte, la Grotta del Ninfeo, creusées dans la roche, bordé par des niches probablement destiné à accueillir des statues et probablement à l'origine entouré par des éléments architecturaux d'ordre Dorique (dont seulement certaines parties de la frise ont survécu). À l'intérieur de la chambre (9,35 × 6,35 × 4,75 m de haut) était une baignoire faite en opus signinum, dans lequel l'eau de l'aqueduc de Grèce antique a dû couler. De là, l'eau coulait à travers le système hydraulique du théâtre. Le tout pourrait être identifié avec le Mouseion ou le sanctuaire des Muses, siège de la compagnie des acteurs. Selon l'anonyme Vie d'Euripide, Dionysios dédiait les objets appartenant au poète tragique Euripide acquis à grands frais en Grèce, dans ce sanctuaire.

## Théâtre de la période romaine
Des modifications importantes ont été apportées au théâtre, peut-être au moment où la colonie a été fondée au début de la période augustinienne. La cavea a été modifiée en forme semi-circulaire, typique des théâtres Romains, plutôt que le fer à cheval utilisé dans les théâtres grec, et les couloirs permettant l'accès au-delà de la scène du bâtiment (parodoi). La scène du bâtiment lui-même a été reconstruite dans sa forme monumentale avec une niche rectangulaire, au centre, et deux niches avec un plan semi-circulaire sur les côtés, contenant les portes de la scène. Un nouveau fossé a été creusé pour le rideau, avec une salle de contrôle. Dans l'orchestre, l'ancien euripos a été enterré, remplacé par un nouveau canal, beaucoup plus serré et plus proche de l'escalier de la cavea, l'expansion de son diamètre de 16 m à 21,4 m. La décoration de la scène, probablement, a subi des rénovations dans les périodes Flaviennes et/ou Antoniennes.
En fin de période Impériale, d'autres modifications ont été effectuées, conçues pour adapter l'orchestre aux jeux d'eau et la scène a probablement été retirée. Sont absentes toutes traces d'adaptations qui aurait permis à la salle de spectacle d'accueillir des combats de gladiateurs, et des spectacles avec des bêtes (elle consiste habituellement en la suppression des premiers pas de la cavea et en créant un mur surélevé pour protéger les spectateurs). Au lieu de cela, ces spectacles ont probablement continué d'avoir lieu dans l'amphithéatre trouvé à Syracuse depuis la période Augustinienne .
Une inscription qui est maintenant perdue mentionnait un certain Neratius Palmatus comme le responsable de la rénovation de la scène: si c'était la même personne qui restaura la Curie à Rome après le Sac de Rome par Alaric en 410, alors les travaux finaux sur le théâtre de Syracuse peuvent être datée du début du Ve siècle, époque à laquelle le bâtiment avait près de neuf cents ans.

## Histoire ultérieure

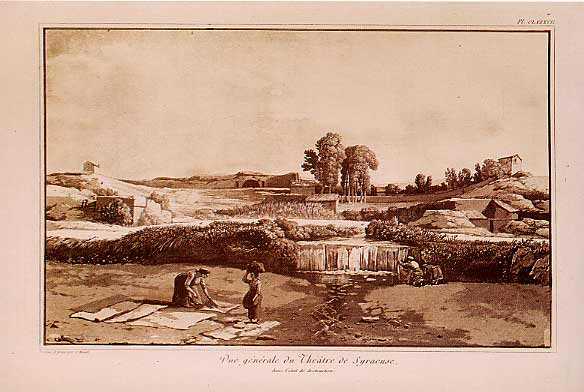
Le théâtre grec de Syracuse, Houel

Abandonnée depuis des siècles, elle a subi une progressive spoliation entre les mains des Espagnols sous Charles Quint, qui a utilisé les blocs de pierre pour la construction des nouvelles fortifications d'Ortigia. Ce processus abouti à la destruction de la scène et de la partie supérieure des tribunes. Après la seconde moitié du XVIe siècle, le Marchess de Sortino, Pietro gaetani a relancé l'ancien aqueduc qui amenait l'eau du haut de la salle, permettant la création de plusieurs moulins à eau dans la cavea, dont le nommé casetta dei mugnai (Maison des moulins) au sommet de la cavea reste visible.

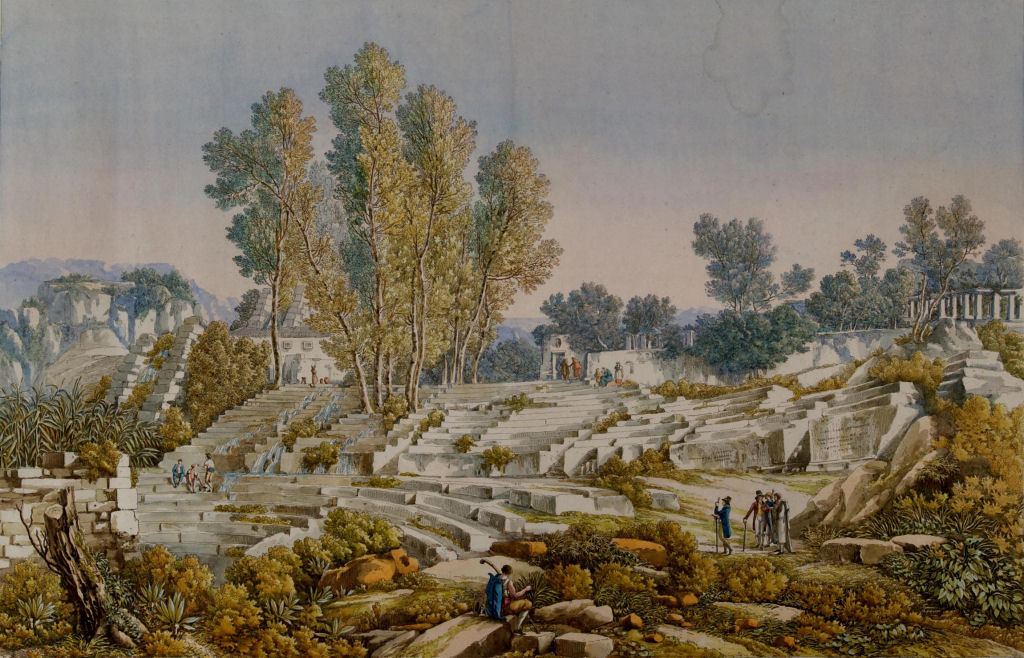
Théâtre de Syracuse à la fin du XVIIIe siècle

À la fin du XVIIIe siècle, l'intérêt pour le théâtre a été relancé et il a été évoqué et dépeint par des savants de la période (Arezzo, Fazello, Mirabella, Bonanni) et par de célèbres voyageurs (d'Orville, von Riedesel, Jean-Claude Richard, Houël, Denon, etc.). Dans le siècle suivant des fouilles dans les règles ont lieu, grâce à l'intérêt de la Landolina et Cavallari, qui s'affairent à libérer le monument de la saleté qui s'est accumulée. Par la suite, des recherches archéologiques ont été réalisées par Paolo Orsi et d'autres archéologues, se terminant avec Voza en 1988.
En 1914, l'Istituto nazionale del dramma antico (it) (INDA) a commencé des représentations dramaturgiques grecques annuelles dans le théâtre antique (la première a été la tragédie d'Agamemnon d'Eschyle, réalisé par Ettore Romagnoli). Les anciennes tragédies grecques sont jouées au coucher du soleil, en italien (avec des traductions d'auteurs célèbres tels que Salvatore Quasimodo), non sonorisées grâce aux qualités acoustiques du théâtre. Chaque saison de théâtre commence en mai et se termine en juillet et attire des milliers de spectateurs de partout dans le monde. Certains des plus illustres tragédies jouées sont Antigone, Œdipe Roi, Électre, Médée et Les Bacchantes. en dehors de cela, le théâtre a bénéficié d'utilisation pour des concerts et des concours officiels, comme le Premio Vittorini, mais cette utilisation a été étroitement limitée pour des raisons de conservation.
Des aménagements en 1985 protègent les vestiges de la skénè et de l'orchestre tout en permettant de faciliter le changement des décors par une plate-forme pivotante.
Depuis 2010, le théâtre est l'un des monuments du Servizio Parco Archeologico di Siracusa et de la zone archéologique entourant les communes, un organe de la Regione Siciliana, Assessorato Regionale dei Beni Culturali e dell'Identità Siciliana. En 2014, l'Assessorato a autorisé l'utilisation du théâtre pour les événements d'été, de musique, chant et danse.